# Енемонцо
Енемо̀нцо (на италиански: Enemonzo; на фриулски: Enemonç, Енемонч) е село и община в Северна Италия, провинция Удине, автономен регион Фриули-Венеция Джулия. Разположено е на 398 m надморска височина. Населението на общината е 1355 души (към 2010 г.).